# Petrichus luteus
Petrichus luteus es una especie de araña del género Petrichus, familia Philodromidae. Fue descrita científicamente por Nicolet en 1849.

## Distribución
Esta especie se encuentra en Chile.